# Lutzsimulium flavopubescens
Lutzsimulium flavopubescens är en tvåvingeart som först beskrevs av Lutz 1910.  Lutzsimulium flavopubescens ingår i släktet Lutzsimulium och familjen knott. Inga underarter finns listade i Catalogue of Life.